# لورين وينشتاين
لورين وينشتاين (بالإنجليزية: Lauren Weinstein)‏ هي رسامة كارتون أمريكية، ولدت في 16 أبريل 1975 في بروكلين في الولايات المتحدة.

## وصلات خارجية
- الموقع الرسمي